# (38134) 1999 JU51
1999 JU51 (asteroide 38134) é um asteroide da cintura principal. Possui uma excentricidade de 0.10811880 e uma inclinação de 6.48021º.
Este asteroide foi descoberto no dia 10 de maio de 1999 por LINEAR em Socorro.